# 오카자키 치나미
오카자키 치나미(岡﨑ちなみ 오카자키 치나미[*], 1992년 5월 28일 -)는 일본의 여성 모델, 아이돌, 배우이다. AKS → 스파이럴재팬 → TWIN PLANET TP-SATELLITE(도쿄) 소속. 전 AKB48 연구생 멤버 (11기) → 전 네가이고토 멤버 → 전 카와이이무스메니와료코우사세타이 멤버 → 현 DREAMING MONSTER 멤버

## 출연

### CM·광고
- 에센셜 (2012년 8월, 카오)
- 구글 (2013년 4월)